# 토니 파펜퍼스
토니 파펜퍼스(Tony Papenfuss, 1950년 3월 26일 ~ )는 미국의 배우, 텔레비전 배우이다.
미니애폴리스에서 태어났다.

## 영화
- 인투 템테이션 (2009년)
- 앵무새 죽이는 법 (2002년)
- 코치 (1989년)
- 머피 브라운 (1988년)